# إبراهيم بلالي
إبراهيم بلالي (بالإنجليزية: Ibrahim Bilali) (مواليد 21 يوليو 1965) هو ملاكم كيني، مثّل بلاده في الألعاب الأولمبية الصيفية 1984 وحقق الميدالية البرونزية في فئة وزن الذبابة.

## روابط خارجية
إبراهيم بلالي على موقع أوليمبيديا (الإنجليزية)